# Witold Pahl

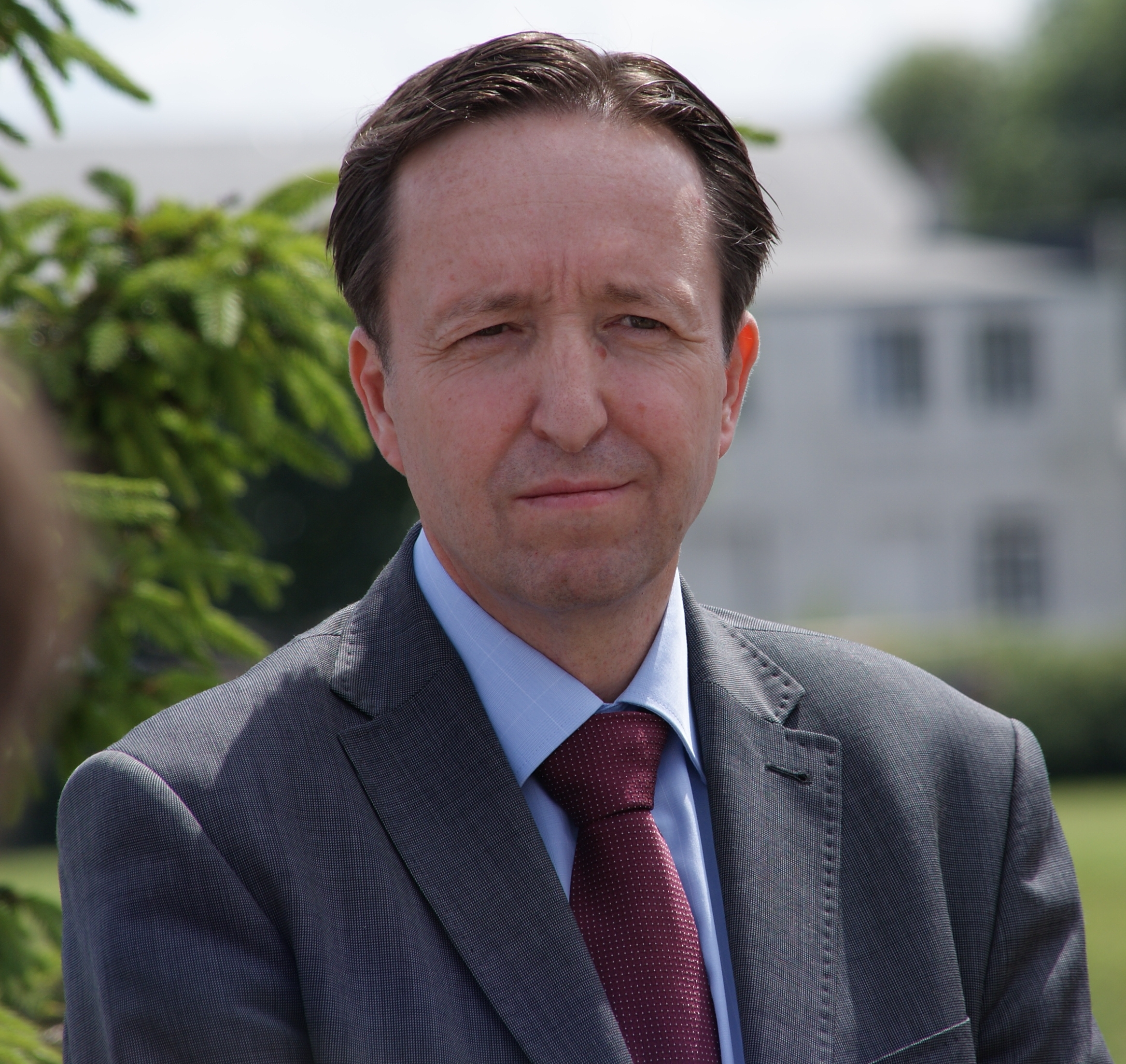
Witold Pahl (2010)

Witold Pahl (* 7. Dezember 1961 in Breslau) ist ein polnischer Politiker der Platforma Obywatelska (Bürgerplattform).
Witold Pahl studierte Rechtswissenschaft an der Adam-Mickiewicz-Universität Posen. Er war beim Amtsgericht (sąd rejonowy) in Słubice und Gorzów Wielkopolski tätig. 2006 wurde er Mitglied des Stadtrates von Gorzów Wielkopolski.
Bei den vorgezogenen Parlamentswahlen 2007 trat Pahl im Wahlkreis 8 Zielona Góra an und konnte mit 14.135 Stimmen ein Mandat für den Sejm erringen. Am 16. November 2023 rückte er für Bartosz Arłukowicz in das Europäische Parlament nach.
Witold Pahl ist verheiratet und hat einen Sohn.